# Danh sách Thủ tướng Hungary
Dưới đây là danh sách Thủ tướng Hungary (tiếng Hungary: Magyarország miniszterelnöke, nghĩa đen là Chủ tịch các Bộ trưởng) kể từ khi Thủ tướng Lajos Batthyány lên nắm quyền trong cuộc cách mạng Hungary năm 1848 cho đến nay. Thủ tướng hiện là người đứng đầu Chính phủ Hungary và hiện chức danh này đang thuộc về ông Viktor Orbán. Đến nay ông cũng là vị thủ tướng tại vị lâu nhất trong lịch sử của Hungary khi đã nhậm chức từ tháng 5 năm 2010 cùng với thời gian làm thủ tướng trong nhiệm kỳ từ năm 1998 đến năm 2003 trước đó.

## Vương quốc Hungary (1848–1849)
Đảng       Đảng Đối lập
| Tên (Sinh – mất)                                                                   | Chân dung   | Nhiệm kỳ làm việc                        | Đảng phái chính trị | Đảng phái chính trị | Nội các           | Quốc hội (Tuyển cử) |
| ---------------------------------------------------------------------------------- | ----------- | ---------------------------------------- | ------------------- | ------------------- | ----------------- | ------------------- |
| Lajos Batthyány (10 tháng 2 năm 1807 – 6 tháng 10 năm 1849)                        | không khung | 17 tháng 3 – 2 tháng 10 năm 1848         |                     | Đảng Đối lập        | Batthyány         | Hội đồng Cuối cùng  |
| Lajos Batthyány (10 tháng 2 năm 1807 – 6 tháng 10 năm 1849)                        | không khung | 17 tháng 3 – 2 tháng 10 năm 1848         | 1 (1848)            | Đảng Đối lập        | Batthyány         |                     |
| Ádám Récsey (10 tháng 2 năm 1775 – 26 tháng 10 năm 1852) (Bổ nhiệm không hợp pháp) | không khung | 3 – 7 tháng 10 năm 1848                  |                     | Quân đội Hoàng gia  | —                 |                     |
| Lajos Kossuth (19 tháng 9 năm 1802 – 20 tháng 3 năm 1894) (Trên thực tế)           | không khung | 2 tháng 10 năm 1848 – 1 tháng 5 năm 1849 |                     | Đảng Đối lập        | Uỷ ban Quốc phòng |                     |

## Nhà nước Hungary (1849)
Đảng       Đảng Đối lập
| Tên (Sinh – mất)                                                         | Chân dung   | Nhiệm kỳ làm việc               | Đảng phái chính trị | Đảng phái chính trị | Nội các           | Quốc hội (Tuyển cử) |
| ------------------------------------------------------------------------ | ----------- | ------------------------------- | ------------------- | ------------------- | ----------------- | ------------------- |
| Lajos Kossuth (19 tháng 9 năm 1802 – 20 tháng 3 năm 1894) (Trên thực tế) | không khung | 14 tháng 4 – 1 tháng 5 năm 1849 |                     | Đảng Đối lập        | Uỷ ban Quốc phòng | 1 (1848)            |
| Bertalan Szemere (27 tháng 8 năm 1812 – 18 tháng 1 năm 1869)             | không khung | 2 tháng 5 – 11 tháng 8 năm 1849 |                     | Đảng Đối lập        | Szemere           | 1 (1848)            |

Sau sự thất bại của cách mạng Hungary năm 1848, vương quốc Hungary tái khôi phục trở lại và trở thành một phần đế quốc Áo cho đến năm 1867, khi nền song quốc quân chủ Áo-Hung được thành lập; lúc này Vương quốc Hungary được tổ chức lại với tên gọi mới là Vùng đất Vương quyền thánh Stefán.

## Vùng đất Vương quyền thánh Stefán (1867–1918)
Đảng       Đảng Deák/Đảng Tự do/Đảng Công nhân Quốc gia       Đảng Lập hiến Quốc gia       F48P–Károlyi       Không đảng
| Tên (Sinh – mất)                                                   | Chân dung   | Nhiệm kỳ làm việc                           | Đảng phái chính trị | Đảng phái chính trị                         | Nội các                             | Quốc hội (Tuyển cử) |
| ------------------------------------------------------------------ | ----------- | ------------------------------------------- | ------------------- | ------------------------------------------- | ----------------------------------- | ------------------- |
| Gyula Andrássy (8 tháng 3 năm 1823 – 18 tháng 2 năm 1890)          | không khung | 17 tháng 2 năm 1867 – 14 tháng 11 năm 1871  |                     | Đảng Deák                                   | Andrássy DP                         | 3 (1865)            |
| Gyula Andrássy (8 tháng 3 năm 1823 – 18 tháng 2 năm 1890)          | không khung | 17 tháng 2 năm 1867 – 14 tháng 11 năm 1871  | 4 (1869)            | Đảng Deák                                   | Andrássy DP                         |                     |
| Menyhért Lónyay (6 tháng 1 năm 1822 – 3 tháng 11 năm 1884)         | không khung | 14 tháng 11 năm 1871 – 4 tháng 2 năm 1872   |                     | Đảng Deák                                   | Lónyay DP                           | 5 (1872)            |
| József Szlávy (23 tháng 11 năm 1818 – 8 tháng 8 năm 1900)          | không khung | 4 tháng 12 năm 1872 – 21 tháng 3 năm 1874   |                     | Đảng Deák                                   | Szlávy DP                           | 5 (1872)            |
| István Bittó (3 tháng 5 năm 1822 – 7 tháng 3 năm 1903)             | không khung | 21 tháng 3 năm 1874 – 2 tháng 3 năm 1875    |                     | Đảng Deák                                   | Bittó DP–BK                         | 5 (1872)            |
| Béla Wenckheim (16 tháng 2 năm 1811 – 7 tháng 7 năm 1879)          | không khung | 2 tháng 3 – 20 tháng 10 năm 1875            |                     | Đảng Tự do                                  | Wenckheim SZP                       | 5 (1872)            |
| Kálmán Tisza (16 tháng 12 năm 1830 – 23 tháng 3 năm 1902)          | không khung | 20 tháng 10 năm 1875 – 13 tháng 3 năm 1890  |                     | Đảng Tự do                                  | Kálmán Tisza SZP                    | 6 (1875)            |
| Kálmán Tisza (16 tháng 12 năm 1830 – 23 tháng 3 năm 1902)          | không khung | 20 tháng 10 năm 1875 – 13 tháng 3 năm 1890  | 7 (1878)            | Đảng Tự do                                  | Kálmán Tisza SZP                    |                     |
| Kálmán Tisza (16 tháng 12 năm 1830 – 23 tháng 3 năm 1902)          | không khung | 20 tháng 10 năm 1875 – 13 tháng 3 năm 1890  | 8 (1881)            | Đảng Tự do                                  | Kálmán Tisza SZP                    |                     |
| Kálmán Tisza (16 tháng 12 năm 1830 – 23 tháng 3 năm 1902)          | không khung | 20 tháng 10 năm 1875 – 13 tháng 3 năm 1890  | 9 (1884)            | Đảng Tự do                                  | Kálmán Tisza SZP                    |                     |
| Kálmán Tisza (16 tháng 12 năm 1830 – 23 tháng 3 năm 1902)          | không khung | 20 tháng 10 năm 1875 – 13 tháng 3 năm 1890  | 10 (1887)           | Đảng Tự do                                  | Kálmán Tisza SZP                    |                     |
| Gyula Szapáry (1 tháng 11 năm 1832 – 20 tháng 1 năm 1905)          | không khung | 13 tháng 3 năm 1890 – 17 tháng 11 năm 1892  |                     | Đảng Tự do                                  | Szapáry SZP                         |                     |
| Gyula Szapáry (1 tháng 11 năm 1832 – 20 tháng 1 năm 1905)          | không khung | 13 tháng 3 năm 1890 – 17 tháng 11 năm 1892  | 11 (1892)           | Đảng Tự do                                  | Szapáry SZP                         |                     |
| Sándor Wekerle (14 tháng 11 năm 1848 – 26 tháng 8 năm 1921)        | không khung | 17 tháng 11 năm 1892 – 14 tháng 1 năm 1895  |                     | Đảng Tự do                                  | Wekerle I SZP                       |                     |
| Dezső Bánffy (28 tháng 10 năm 1843 – 24 tháng 5 năm 1911)          | không khung | 14 tháng 1 năm 1895 – 26 tháng 2 năm 1899   |                     | Đảng Tự do                                  | Bánffy SZP                          | 12 (1896)           |
| Kálmán Széll (8 tháng 6 năm 1843 – 16 tháng 8 năm 1915)            | không khung | 26 tháng 2 năm 1899 – 27 tháng 6 năm 1903   |                     | Đảng Tự do                                  | Széll SZP                           | 13 (1901)           |
| Károly Khuen-Héderváry (23 tháng 5 năm 1849 – 16 tháng 2 năm 1918) | không khung | 27 tháng 6 – 3 tháng 11 năm 1903            |                     | Đảng Tự do                                  | Khuen-Héderváry I SZP               | 13 (1901)           |
| István Tisza (22 tháng 4 năm 1861 – 31 tháng 10 năm 1918)          | không khung | 3 tháng 11 năm 1903 – 18 tháng 6 năm 1905   |                     | Đảng Tự do                                  | István Tisza I SZP                  | 13 (1901)           |
| Géza Fejérváry (15 tháng 3 năm 1833 – 25 tháng 4 năm 1914)         | không khung | 18 tháng 6 năm 1905 – 8 tháng 4 năm 1906    |                     | Không đảng                                  | Fejérváry SZP                       | 14 (1905)           |
| Sándor Wekerle (14 tháng 11 năm 1848 – 26 tháng 8 năm 1921)        | không khung | 8 tháng 4 năm 1906 – 17 tháng 1 năm 1910    |                     | Đảng Lập hiến Quốc gia                      | Wekerle II F48P–OAP–KNP–PDP         | 15 (1906)           |
| Károly Khuen-Héderváry (23 tháng 5 năm 1849 – 16 tháng 2 năm 1918) | không khung | 17 tháng 1 năm 1910 – 22 tháng 4 năm 1912   |                     | Đảng Công nhân Quốc gia                     | Khuen-Héderváry II NMP              | 16 (1910)           |
| László Lukács (24 tháng 11 năm 1850 – 23 tháng 2 năm 1932)         | không khung | 22 tháng 4 năm 1912 – 10 tháng 6 năm 1913   |                     | Đảng Công nhân Quốc gia                     | Lukács NMP                          | 16 (1910)           |
| István Tisza (22 tháng 4 năm 1861 – 31 tháng 10 năm 1918)          | không khung | 10 tháng 6 năm 1913 – 15 tháng 6 năm 1917   |                     | Đảng Công nhân Quốc gia                     | István Tisza II NMP                 | 16 (1910)           |
| Móric Esterházy (22 tháng 4 năm 1861 – 31 tháng 10 năm 1918)       | không khung | 15 tháng 6 – 20 tháng 8 năm 1917            |                     | Không đảng                                  | Esterházy NMP–F48P–OAP–KNP–PDP      | 16 (1910)           |
| Sándor Wekerle (14 tháng 11 năm 1848 – 26 tháng 8 năm 1921)        | không khung | 20 tháng 8 năm 1917 – 30 tháng 10 năm 1918  |                     | Đảng Lập hiến Quốc gia → Đảng Lập hiến 1848 | Wekerle II NMP–F48P–OAP–KNP–PDP     | 16 (1910)           |
| János Hadik (14 tháng 11 năm 1848 – 26 tháng 8 năm 1921)           | không khung | 30 – 31 tháng 10 năm 1918                   |                     | Đảng Lập hiến Quốc gia                      | Hadik Không thành lập được          | 16 (1910)           |
| Mihály Károlyi (4 tháng 3 năm 1875 – 19 tháng 3 năm 1955)          | không khung | 31 tháng 10 năm 1918 – 16 tháng 11 năm 1919 |                     | F48P-Károlyi                                | Mihály Károlyi F48P-K–OAP–PRP–MSZDP | MNT (—)             |

## Đệ nhất Cộng hòa Hungary(1918–1919)
Đảng       F48P–Károlyi       Đảng Công dân Cấp tiến (PRP)
| Tên (Sinh – mất)                                          | Chân dung   | Nhiệm kỳ làm việc                          | Đảng phái chính trị                 | Đảng phái chính trị | Nội các                             | Quốc hội (Tuyển cử) |
| --------------------------------------------------------- | ----------- | ------------------------------------------ | ----------------------------------- | ------------------- | ----------------------------------- | ------------------- |
| Mihály Károlyi (4 tháng 3 năm 1875 – 19 tháng 3 năm 1955) | không khung | 16 tháng 11 năm 1918 – 11 tháng 1 năm 1919 |                                     | F48P-Károlyi        | Mihály Károlyi F48P-K–OAP–PRP–MSZDP | MNT (—)             |
| Mihály Károlyi (4 tháng 3 năm 1875 – 19 tháng 3 năm 1955) | không khung | 11 – 19 tháng 1 năm 1919 (Tạm quyền)       |                                     | PRP                 | Mihály Károlyi F48P-K–OAP–PRP–MSZDP | MNT (—)             |
| Mihály Károlyi (4 tháng 3 năm 1875 – 19 tháng 3 năm 1955) | không khung | 19 tháng 1 – 21 tháng 3 năm 1919           | Berinkey F48P-K–OAP–PRP–MSZDP–OKGFP | PRP                 |                                     | MNT (—)             |

## Cộng hòa Xô viết Hungary (1919)
Đảng      MSZP/SZKMMP      MSZDP
| Tên (Sinh – mất)                                                                    | Chân dung   | Nhiệm kỳ làm việc               | Đảng phái chính trị | Đảng phái chính trị | Nội các                                   | Quốc hội (Tuyển cử) |
| ----------------------------------------------------------------------------------- | ----------- | ------------------------------- | ------------------- | ------------------- | ----------------------------------------- | ------------------- |
| Sándor Garbai (27 tháng 3 năm 1879 – 7 tháng 11 năm 1947) (Trên thực tế)            | không khung | 21 tháng 3 – 1 tháng 8 năm 1919 |                     | MSZP/SZKMMP         | Hội đồng Hành pháp Trung ương MSZP/SZKMMP | TOGY (—)            |
| Gyula Peidl (4 tháng 4 năm 1873 – 22 tháng 1 năm 1943) (Lãnh đạo nhà nước tạm thời) | không khung | 1 – 6 tháng 8 năm 1919          |                     | MSZDP               | Peidl MSZDP                               | —                   |

### Chính phủ phản cách mạng (1919)
Đảng       Không đảng
| Tên (Sinh – mất)                                                     | Chân dung   | Nhiệm kỳ làm việc                | Đảng phái chính trị | Đảng phái chính trị | Nội các   | Quốc hội (Tuyển cử) |
| -------------------------------------------------------------------- | ----------- | -------------------------------- | ------------------- | ------------------- | --------- | ------------------- |
| Gyula Károlyi (7 tháng 5 năm 1871 – 23 tháng 4 năm 1947)             | không khung | 5 – 31 tháng 5 năm 1919          |                     | Không đảng          | Arad      | —                   |
| Gyula Károlyi (7 tháng 5 năm 1871 – 23 tháng 4 năm 1947)             | không khung | 31 tháng 5 – 12 tháng 7 năm 1919 | Szeged I            | Không đảng          |           | —                   |
| Dezső Pattantyús-Ábrahám (10 tháng 7 năm 1875 – 25 tháng 7 năm 1973) | không khung | 12 tháng 7 – 12 tháng 8 năm 1919 |                     | Không đảng          | Szeged II | —                   |

## Cộng hòa Hungary (1919–1920)
Đảng       Không đảng      KNEP
| Tên (Sinh – mất)                                                                        | Chân dung   | Nhiệm kỳ làm việc                                              | Đảng phái chính trị | Đảng phái chính trị | Nội các                      | Quốc hội (Tuyển cử) |
| --------------------------------------------------------------------------------------- | ----------- | -------------------------------------------------------------- | ------------------- | ------------------- | ---------------------------- | ------------------- |
| István Friedrich (1 tháng 7 năm 1883 – 25 tháng 11 năm 1951)                            | không khung | 7 – 15 tháng 8 năm 1919 (Tạm quyền)                            |                     | Độc lập             | Friedrich KNP/KNEP–OKGFP     | —                   |
| István Friedrich (1 tháng 7 năm 1883 – 25 tháng 11 năm 1951)                            | không khung | 15 tháng 8 – 24 tháng 11 năm 1919 (Lãnh đạo nhà nước tạm thời) |                     | KNP → KNEP          | Friedrich KNP/KNEP–OKGFP     | —                   |
| Károly Huszár (10 tháng 9 năm 1882 – 29 tháng 10 năm 1941) (Lãnh đạo nhà nước tạm thời) | không khung | 24 tháng 11 năm 1919 – 15 tháng 3 năm 1920                     |                     | KNEP                | Huszár KNEP–OKGFP–MSZDP–NDPP | —                   |

## Vương quốc Hungary (1920–1946)
Đảng       KNEP       EP–NEP–MÉP      Không đảng
| Tên (Sinh – mất)                                                                | Chân dung   | Nhiệm kỳ làm việc                         | Đảng phái chính trị | Đảng phái chính trị | Nội các                    | Quốc hội (Tuyển cử) |
| ------------------------------------------------------------------------------- | ----------- | ----------------------------------------- | ------------------- | ------------------- | -------------------------- | ------------------- |
| Sándor Simonyi-Semadam (23 tháng 3 năm 1864 – 4 thâng 6 năm 1946)               | không khung | 15 tháng 3 – 19 tháng 7 năm 1920          |                     | KNEP                | Simonyi-Semadam KNEP–OKGFP | 17 (1920)           |
| Pál Teleki (1 tháng 11 năm 1879 – 3 tháng 4 năm 1941)                           | không khung | 19 tháng 7 năm 1920 – 14 tháng 4 năm 1921 |                     | KNEP                | Teleki I KNEP–OKGFP        | 17 (1920)           |
| István Bethlen (8 tháng 10 năm 1874 – 5 tháng 10 năm 1946)                      | không khung | 14 tháng 4 năm 1921 – 2 tháng 2 năm 1922  |                     | KNEP                | Bethlen (KNEP–OKGFP)→EP    | 17 (1920)           |
| István Bethlen (8 tháng 10 năm 1874 – 5 tháng 10 năm 1946)                      | không khung | 2 tháng 2 năm 1922 – 24 tháng 8 năm 1931  |                     | EP                  | Bethlen (KNEP–OKGFP)→EP    | 17 (1920)           |
| István Bethlen (8 tháng 10 năm 1874 – 5 tháng 10 năm 1946)                      | không khung | 2 tháng 2 năm 1922 – 24 tháng 8 năm 1931  | 18 (1922)           | EP                  | Bethlen (KNEP–OKGFP)→EP    |                     |
| István Bethlen (8 tháng 10 năm 1874 – 5 tháng 10 năm 1946)                      | không khung | 2 tháng 2 năm 1922 – 24 tháng 8 năm 1931  | 19 (1926)           | EP                  | Bethlen (KNEP–OKGFP)→EP    |                     |
| István Bethlen (8 tháng 10 năm 1874 – 5 tháng 10 năm 1946)                      | không khung | 2 tháng 2 năm 1922 – 24 tháng 8 năm 1931  | 20 (1931)           | EP                  | Bethlen (KNEP–OKGFP)→EP    |                     |
| Gyula Károlyi (7 tháng 5 năm 1871 – 23 tháng 4 năm 1947)                        | không khung | 24 tháng 8 năm 1931 – 1 tháng 10 năm 1932 |                     | EP                  | Gyula Károlyi EP–KGSZP     |                     |
| Gyula Gömbös (26 tháng 12 năm 1886 – 6 tháng 10 năm 1936)                       | không khung | 1 tháng 10 năm 1932 – 6 tháng 10 năm 1936 |                     | NEP                 | Gömbös NEP                 | 21 (1935)           |
| Kálmán Darányi (22 tháng 3 năm 1886 – 1 tháng 11 năm 1939)                      | không khung | 6 – 12 tháng 6 năm 1936 (Tạm quyền)       |                     | NEP                 | Gömbös NEP                 | 21 (1935)           |
| Kálmán Darányi (22 tháng 3 năm 1886 – 1 tháng 11 năm 1939)                      | không khung | 12 tháng 6 năm 1936 – 14 tháng 5 năm 1938 | Darányi NEP         | NEP                 |                            | 21 (1935)           |
| Béla Imrédy (1 tháng 11 năm 1879 – 3 tháng 4 năm 1941)                          | không khung | 14 tháng 5 năm 1938 – 16 tháng 2 năm 1939 |                     | NEP                 | Imrédy NEP                 | 21 (1935)           |
| Pál Teleki (1 tháng 11 năm 1879 – 3 tháng 4 năm 1941)                           | không khung | 16 tháng 2 năm 1939 – 3 tháng 4 năm 1941  |                     | MÉP                 | Teleki II MÉP              | 22 (1939)           |
| Ferenc Keresztes-Fischer (18 tháng 2 năm 1881 – 3 tháng 3 năm 1948) (Tạm quyền) | không khung | 3 tháng 4 năm 1941                        |                     | MÉP                 | Teleki II MÉP              | 22 (1939)           |
| László Bárdossy (10 tháng 12 năm 1890 – 10 tháng 1 năm 1946)                    | không khung | 3 tháng 4 năm 1941 – 7 tháng 3 năm 1942   |                     | MÉP                 | Bárdossy MÉP               | 22 (1939)           |
| Ferenc Keresztes-Fischer (18 tháng 2 năm 1881 – 3 tháng 3 năm 1948) (Tạm quyền) | không khung | 7 – 9 tháng 3 năm 1942                    |                     | MÉP                 | Bárdossy MÉP               | 22 (1939)           |
| Miklós Kállay (23 tháng 1 năm 1887 – 14 tháng 1 năm 1967)                       | không khung | 9 tháng 3 năm 1942 – 22 tháng 3 năm 1944  |                     | MÉP                 | Kállay MÉP                 | 22 (1939)           |
| Döme Sztójay (5 tháng 1 năm 1883 – 22 tháng 8 năm 1946)                         | không khung | 22 tháng 3 – 29 tháng 8 năm 1944          |                     | Không đảng          | Sztójay MÉP–MMP            | 22 (1939)           |
| Géza Lakatos (5 tháng 1 năm 1883 – 22 tháng 8 năm 1946)                         | không khung | 29 tháng 8 – 16 tháng 10 năm 1944         |                     | Không đảng          | Lakatos MÉP                | 22 (1939)           |

### Chính phủ Liên hiệp Quốc gia(1944–1945)
Đảng       NYKP
| Tên (Sinh – mất)                                                              | Chân dung   | Nhiệm kỳ làm việc                          | Đảng phái chính trị | Đảng phái chính trị | Nội các          | Quốc hội (Tuyển cử) |
| ----------------------------------------------------------------------------- | ----------- | ------------------------------------------ | ------------------- | ------------------- | ---------------- | ------------------- |
| Ferenc Szálasi (6 tháng 1 năm 1897 – 12 tháng 3 năm 1946) (Lãnh đạo nhà nước) | không khung | 16 tháng 10 năm 1944 – 28 tháng 3 năm 1945 |                     | NYKP                | Szálasi NYKP–MMP | —                   |

### Chính phủ Lâm thời do Liên Xô hậu thuẫn (1944–1946)
Đảng       FKGP       MKP      Không đảng
| Tên (Sinh – mất)                                                    | Chân dung   | Nhiệm kỳ làm việc                           | Đảng phái chính trị | Đảng phái chính trị | Nội các                                            | Quốc hội (Tuyển cử) |
| ------------------------------------------------------------------- | ----------- | ------------------------------------------- | ------------------- | ------------------- | -------------------------------------------------- | ------------------- |
| Béla Miklós (11 tháng 6 năm 1890 – 21 tháng 11 năm 1948)            | không khung | 22 tháng 12 năm 1944 – 15 tháng 11 năm 1945 |                     | Không đảng          | Chính phủ Lâm thời Quốc gia FKGP–MKP–MSZDP–NPP–PDP | INGY (1944)         |
| Zoltán Tildy (18 tháng 11 năm 1889 – 3 tháng 8 năm 1961)            | không khung | 15 tháng 11 năm 1945 – 1 tháng 2 năm 1946   |                     | FKGP                | Tildy FKGP–MKP–MSZDP–NPP                           | 23 (1945)           |
| Mátyás Rákosi (9 tháng 3 năm 1892 – 5 tháng 2 năm 1971) (Tạm quyền) | không khung | 1 – 4 tháng 2 năm 1942                      |                     | MKP                 | Tildy FKGP–MKP–MSZDP–NPP                           | 23 (1945)           |

1. ↑  Ông rời Budapest vào ngày 9 tháng 12 năm 1944
2. ↑  Làm việc tại Debrecen cho đến ngày 11 tháng 4 năm 1945.
3. ↑  Chính thức nhậm chức ngày 28 tháng 3 năm 1945

## Cộng hòa Hungary (1946–1949)
Đảng       FKGP       MKP – MDP
| Tên (Sinh – mất)                                                    | Chân dung   | Nhiệm kỳ làm việc                          | Đảng phái chính trị | Đảng phái chính trị | Nội các                        | Quốc hội (Tuyển cử) |
| ------------------------------------------------------------------- | ----------- | ------------------------------------------ | ------------------- | ------------------- | ------------------------------ | ------------------- |
| Ferenc Nagy (18 tháng 11 năm 1889 – 3 tháng 8 năm 1961)             | không khung | 4 tháng 2 năm 1946 – 31 tháng 5 năm 1947   |                     | FKGP                | Ferenc Nagy FKGP–MKP–MSZDP–NPP | 23 (1945)           |
| Mátyás Rákosi (9 tháng 3 năm 1892 – 5 tháng 2 năm 1971) (Tạm quyền) | không khung | 31 tháng 5 năm 1947                        |                     | MKP                 | Ferenc Nagy FKGP–MKP–MSZDP–NPP | 23 (1945)           |
| Lajos Dinnyés (16 tháng 4 năm 1901 – 3 tháng 5 năm 1961)            | không khung | 31 tháng 5 năm 1947 – 10 tháng 12 năm 1948 |                     | FKGP                | Dobi (MKP–MSZDP)→MDP–FKGP––NPP | 24 (1947)           |
| István Dobi (31 tháng 12 năm 1898 – 24 tháng 11 năm 1968)           | không khung | 10 tháng 12 năm 1948 – 20 tháng 8 năm 1949 |                     | FKGP                | Dobi (MKP–MSZDP)→MDP–FKGP––NPP | 24 (1947)           |
| István Dobi (31 tháng 12 năm 1898 – 24 tháng 11 năm 1968)           | không khung | 10 tháng 12 năm 1948 – 20 tháng 8 năm 1949 | MDP                 |                     | Dobi (MKP–MSZDP)→MDP–FKGP––NPP | 24 (1947)           |

1. ↑  Nagy không công nhận việc bổ nhiệm Dinnyés làm Thủ tướng và ông chỉ từ chức vào ngày 2 tháng 6 năm 1947.
2. ↑  Nắm quyền lãnh đạo Hội đồng Bộ trưởng vào ngày 14 tháng 5 năm 1947 trong chuyến công du của Nagy tới Thụy Sĩ. Trở thành Thủ tướng tạm quyền đơn nhất sau khi phế truất Nagy.
3. ↑  Đảng Cộng sản Hungary và Đảng Dân chủ Xã hội Hungary hợp nhất thành Đảng Công nhân Hungary vào ngày 12 tháng 6 năm 1948.

## Cộng hòa Nhân dân Hungary (1949–1989)

### Chủ tịch Hội đồng Bộ trưởng
Đảng       MDP – MSZMP      MSZP
| Tên (Sinh – mất)                                             | Chân dung   | Nhiệm kỳ làm việc                           | Đảng phái chính trị               | Đảng phái chính trị | Nội các                     | Quốc hội (Tuyển cử) |
| ------------------------------------------------------------ | ----------- | ------------------------------------------- | --------------------------------- | ------------------- | --------------------------- | ------------------- |
| István Dobi (31 tháng 12 năm 1898 – 24 tháng 11 năm 1968)    | không khung | 20 tháng 8 năm 1949 – 14 tháng 8 năm 1952   |                                   | MDP                 | Dobi MDP                    | 25 (1949)           |
| Mátyás Rákosi (9 tháng 3 năm 1892 – 5 tháng 2 năm 1971)      | không khung | 14 tháng 8 năm 1952 – 4 tháng 7 năm 1953    |                                   | MDP                 | Rákosi MDP                  | 25 (1949)           |
| Imre Nagy (9 tháng 3 năm 1892 – 5 tháng 2 năm 1971)          | không khung | 4 tháng 7 năm 1953 – 18 tháng 4 năm 1955    |                                   | MDP                 | Imre Nagy I MDP             | 26 (1953)           |
| András Hegedüs (9 tháng 3 năm 1892 – 5 tháng 2 năm 1971)     | không khung | 18 tháng 4 năm 1955 – 24 tháng 10 năm 1956  |                                   | MDP                 | Hegedüs MDP                 | 26 (1953)           |
| Imre Nagy (9 tháng 3 năm 1892 – 5 tháng 2 năm 1971)          | không khung | 24 – 31 tháng 10 năm 1956                   |                                   | MDP                 | Imre Nagy II MDP→MSZMP–FKGP | 26 (1953)           |
| Imre Nagy (9 tháng 3 năm 1892 – 5 tháng 2 năm 1971)          | không khung | 31 tháng 10 – 3 tháng 11 năm 1956           |                                   | MSZMP               | Imre Nagy II MDP→MSZMP–FKGP | 26 (1953)           |
| Imre Nagy (9 tháng 3 năm 1892 – 5 tháng 2 năm 1971)          | không khung | 3 – 4 tháng 11 năm 1956                     | Imre Nagy III MSZMP–FKGP–MSZDP–PP | MSZMP               |                             | 26 (1953)           |
| János Kádár (9 tháng 3 năm 1892 – 5 tháng 2 năm 1971)        | không khung | 4 tháng 11 năm 1956 – 28 tháng 1 năm 1958   |                                   | MSZMP               | Kádár I MSZMP               | 26 (1953)           |
| Ferenc Münnich (18 tháng 11 năm 1886 – 29 tháng 11 năm 1967) | không khung | 28 tháng 1 năm 1958 – 13 tháng 9 năm 1961   |                                   | MSZMP               | Münnich MSZMP               | 27 (1958)           |
| János Kádár (9 tháng 3 năm 1892 – 5 tháng 2 năm 1971)        | không khung | 13 tháng 9 năm 1961 – 30 tháng 6 năm 1965   |                                   | MSZMP               | Kádár II MSZMP              | 28 (1963)           |
| Gyula Kállai (1 tháng 6 năm 1910 – 12 tháng 3 năm 1996)      | không khung | 30 tháng 6 năm 1965 – 14 tháng 4 năm 1967   |                                   | MSZMP               | Kállai MSZMP                | 28 (1963)           |
| Jenő Fock (17 tháng 5 năm 1916 – 22 tháng 5 năm 2001)        | không khung | 14 tháng 4 năm 1967 – 15 tháng 5 năm 1975   |                                   | MSZMP               | Fock MSZMP                  | 29 (1967)           |
| Jenő Fock (17 tháng 5 năm 1916 – 22 tháng 5 năm 2001)        | không khung | 14 tháng 4 năm 1967 – 15 tháng 5 năm 1975   | 30 (1971)                         | MSZMP               | Fock MSZMP                  |                     |
| György Lázár (15 tháng 9 năm 1924 – 2 tháng 10 năm 2014)     | không khung | 15 tháng 5 năm 1975 – 25 tháng 6 năm 1987   |                                   | MSZMP               | Lázár MSZMP                 | 31 (1975)           |
| György Lázár (15 tháng 9 năm 1924 – 2 tháng 10 năm 2014)     | không khung | 15 tháng 5 năm 1975 – 25 tháng 6 năm 1987   | 32 (1980)                         | MSZMP               | Lázár MSZMP                 |                     |
| György Lázár (15 tháng 9 năm 1924 – 2 tháng 10 năm 2014)     | không khung | 15 tháng 5 năm 1975 – 25 tháng 6 năm 1987   | 33 (1985)                         | MSZMP               | Lázár MSZMP                 |                     |
| Károly Grósz (1 tháng 8 năm 1930 – 7 tháng 1 năm 1996)       | không khung | 25 tháng 6 năm 1987 – 24 tháng 11 năm 1988  |                                   | MSZMP               | Grósz MSZMP                 |                     |
| Miklós Németh (sinh 24 tháng 1 năm 1948)                     | không khung | 24 tháng 11 năm 1988 – 23 tháng 10 năm 1989 |                                   | MSZMP               | Németh MSZMP→MSZP           |                     |
| Miklós Németh (sinh 24 tháng 1 năm 1948)                     | không khung | 24 tháng 11 năm 1988 – 23 tháng 10 năm 1989 | MSZP                              |                     | Németh MSZMP→MSZP           |                     |

1. ↑  Imre không chính thức từ nhiệm, và ông tiếp tục xin tị nạn tại Đại sứ quán Nam Tư cho đến ngày 22 tháng 11 năm 1956.
2. ↑  Sống lưu vong ở các thành phố là Uzhhorod và Szolnok cho đến ngày 7 tháng 11 năm 1956.

## Cộng hòa Hungary/Hungary(từ 1989)
Đảng       MSZP       Fidesz      MDF      Không đảng
| Tên (Sinh – mất)                                          | Chân dung   | Nhiệm kỳ làm việc                          | Đảng phái chính trị     | Đảng phái chính trị | Nội các                 | Quốc hội (Tuyển cử) |
| --------------------------------------------------------- | ----------- | ------------------------------------------ | ----------------------- | ------------------- | ----------------------- | ------------------- |
| Miklós Németh (sinh 24 tháng 1 năm 1948) (Tạm thời)       | không khung | 23 tháng 10 năm 1989 – 23 tháng 5 năm 1990 |                         | MSZP                | Németh MSZP             | —                   |
| József Antall (8 tháng 4 năm 1932 – 12 tháng 12 năm 1993) | không khung | 23 tháng 5 năm 1990 – 12 tháng 12 năm 1993 |                         | MDF                 | Antall MDF–FKGP–KDNP    | 34 (1990)           |
| Péter Boross (sinh 27 tháng 8 năm 1928)                   | không khung | 12 – 21 tháng 12 năm 1993 (Tạm quyền)      |                         | MDF                 | Antall MDF–FKGP–KDNP    | 34 (1990)           |
| Péter Boross (sinh 27 tháng 8 năm 1928)                   | không khung | 21 tháng 12 năm 1993 – 15 tháng 7 năm 1994 | Boross MDF–EKGP–KDNP    | MDF                 |                         | 34 (1990)           |
| Gyula Horn (5 tháng 7 năm 1932 – 19 tháng 6 năm 2013)     | không khung | 15 tháng 7 năm 1994 – 6 tháng 7 năm 1998   |                         | MSZP                | Horn MSZP–SZDSZ         | 35 (1994)           |
| Viktor Orbán (sinh 31 tháng 5 năm 1963)                   | không khung | 6 tháng 7 năm 1998 – 27 tháng 5 năm 2002   |                         | Fidesz              | Orbán I Fidesz–FKGP–MDF | 36 (1998)           |
| Péter Medgyessy (sinh 19 tháng 10 năm 1942)               | không khung | 27 tháng 5 năm 2002 – 29 tháng 9 năm 2004  |                         | Không đảng          | Medgyessy MSZP–SZDSZ    | 37 (2002)           |
| Ferenc Gyurcsány (sinh 4 tháng 6 năm 1961)                | không khung | 29 tháng 9 năm 2004 – 9 tháng 6 năm 2006   |                         | MSZP                | Gyurcsány I MSZP–SZDSZ  | 37 (2002)           |
| Ferenc Gyurcsány (sinh 4 tháng 6 năm 1961)                | không khung | 9 tháng 6 năm 2006 – 14 tháng 4 năm 2009   | Gyurcsány II MSZP–SZDSZ | MSZP                | 38 (2006)               |                     |
| Gordon Bajnai (sinh 5 tháng 3 năm 1968)                   | không khung | 14 tháng 4 năm 2009 – 29 tháng 5 năm 2010  |                         | Không đảng          | 38 (2006)               | Bajnai MSZP         |
| Viktor Orbán (sinh 31 tháng 5 năm 1963)                   | không khung | 29 tháng 5 năm 2010 – 10 tháng 5 năm 2014  |                         | Fidesz              | Orbán II Fidesz–KDNP    | 39 (2010)           |
| Viktor Orbán (sinh 31 tháng 5 năm 1963)                   | không khung | 10 tháng 5 năm 2014 – 10 tháng 5 năm 2018  | Orbán III Fidesz–KDNP   | Fidesz              | 40 (2014)               |                     |
| Viktor Orbán (sinh 31 tháng 5 năm 1963)                   | không khung | 10 tháng 5 năm 2018 – Tại nhiệm            | Orbán IV Fidesz–KDNP    | Fidesz              | 41 (2018)               |                     |

1. ↑  Ngày 24 tháng 2 năm 1992, FKGP bị phân hóa ra thành hai nhóm: EKGP (gồm 30 rồi sau là 36 thành viên đảng) đi theo ủng hộ Nội các cầm quyền, FKGP (gồm 12 rồi sau là 10 thành viên) đi theo phe đối lập trong quốc hội.
2. ↑  SZDSZ rời khỏi nội các vào ngày 20 tháng 4 năm 2008.
3. ↑  Nội các Bajnai có được sự hỗ trợ giới hạn từ bên đảng SZDSZ